# AC-1

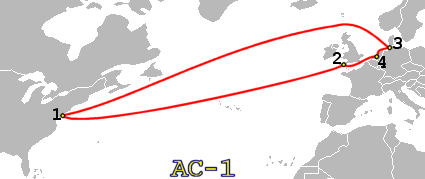
Przebieg kabla AC-1

AC-1 (Atlantic Crossing 1) – światłowodowy podmorski kabel telekomunikacyjny o długości ok. 14000 km. łączący Stany Zjednoczone z Wielką Brytanią, Niemcami i Holandią o projektowanej przepustowości 40 Gbit/s. Obecnie została ona podniesiona do 120 Gbit/s. Właścicielami kabla są Tyco i Global Telesystems Ltd. Łącze zostało uruchomione w 1999.

## Punkty styku z lądem
1. Shirley, Nowy Jork, USA (Brookhaven Cable Station)
2. Whitesand Bay, Wielka Brytania (Land's End Cable Station)
3. Westerland, Sylt, Niemcy
4. Beverwijk, Holandia (PTT Telecom Cable Station)